# Isola del Duca di York (Antartide)
L'isola del Duca di York è un'isola montuosa della Terra Vittoria, in Antartide. L'isola, la cui lunghezza raggiunge i 4,0 km e la cui superficie risulta del tutto libera dai ghiacci, si trova in particolare davanti alla costa di Pennell ed è situata quasi all'estremità meridionale della baia di Robertson, dove la sua costa meridionale viene toccata dai ghiacci del ghiacciaio Murray quando questo si getta nella baia.

## Storia
L'isola del Duca di York è stata mappata per la prima volta nel corso della spedizione Southern Cross, nota ufficialmente come "spedizione antartica britannica 1898–1900" e comandata da Carsten Borchgrevink, e battezzata proprio da quest'ultimo in onore dell'allora Duca di York, più tardi diventato re Giorgio V del Regno Unito.